# Ahmet Altan
Ahmet Altan, né à Ankara le 2 mars 1950, est un écrivain et essayiste turc, rédacteur en chef du quotidien Taraf (en).

## Biographie

### Famille
Son père est Çetin Altan (en), communiste, député d'un Parti ouvrier de Turquie entre 1965 et 1969, et célèbre à l'époque par ses livres et sa contestation du pouvoir des militaires. Il fut emprisonné et torturé pour son opposition au régime militaire.
Son frère, Mehmet Altan est un écrivain, journaliste de télévision et professeur d'économie à l'université d'Istanbul.

### Journalisme
Il est rédacteur en chef de l’influent journal Milliyet, puis fondateur du quotidien Taraf, le premier partenaire turc de WikiLeaks.

### Affaire judiciaire
Ahmet Altan est accusé d’avoir participé au putsch manqué du 15 juillet 2016, dans un contexte d'arrestations massives frappant les milieux médiatiques et intellectuels. Il se voit accusé d’avoir envoyé des « messages subliminaux » lors d’une émission télévisée, ce qu'il dénonce comme étant « grotesques ».
Il est incarcéré en septembre 2016 et condamné à la perpétuité aggravée en 2018. Sa condamnation est confirmée en appel le 3 mai 2019 par la plus haute instance juridique du pays, la Cour constitutionnelle.
Vendredi 5 juillet 2019, la Cour suprême de Turquie rend un nouveau verdict, cassant les condamnations à perpétuité d’Ahmet Altan, de Mehmet Altan, son frère (libéré en juin 2018), et de Nazli Ilicak. La Cour conclut qu’Ahmet Altan et Nazli Ilicak n’ont pas commis l’infraction de « violation de la Constitution » ; elle ne retient contre eux que l’accusation d’« aide à un groupe terroriste sans être membre ». Toutefois, la Cour rejette leurs demandes de remise en liberté. L’affaire est renvoyée devant la 26e Haute Cour pénale d’Istanbul.
Il est libéré en novembre 2019 : « Même si je suis heureux d’être parmi les gens que j’aime, ce n’est pas le moment de jubiler. Il est difficile de recevoir la nouvelle de sa propre libération quand des milliers d’innocents restent injustement détenus ». Il est de nouveau arrêté quelques jours après sa sortie de prison.
Ahmet Altan est libéré par les autorités turques le 14 avril 2021 à la suite d'un arrêt de la Cour de cassation cassant le jugement de 2019. La veille, la Cour européenne des droits de l'homme avait condamné l'État turc pour la détention du journaliste.

## Œuvres traduites en français
- Comme une blessure de sabre [« Kılıç yarası gibi », 1997], trad. d'Alfred Depeyrat, Arles, France, Actes Sud, coll. « Lettres turques », 2000, 381 p.  (ISBN 2-7427-2887-2)
- L’Amour au temps des révoltes [« İsyan günlerinde aşk », 2001], trad. d'Alfred Depeyrat, Arles, France, Actes Sud, coll. « Lettres turques », 2008, 381 p.  (ISBN 978-2-7427-7576-7)
- Je ne reverrai plus le monde. Textes de prison [« Dünyayı Bir Daha Görmeyeceğim », 2019], trad. de Julien Lapeyre de Cabanes, Arles, France, Actes Sud, coll. « Lettres turques », 2019, 160 p.  (ISBN 978-2-330-12566-0)
- Madame Hayat [« Hayat Hanım », 2021], trad. de Julien Lapeyre de Cabanes, Arles, France, Actes Sud, coll. « Lettres turques », 2021, 272 p.  (ISBN 978-2-330-15453-0), Prix Femina étranger 2021
- Les Dés, trad. de Julien Lapeyre de Cabanes, Arles, France, Actes Sud, coll. « Lettres turques », 2023, 208 p.  (ISBN 978-2-330-18407-0)